# Список університетів Азербайджану
В Азербайджані діє 51 національних університетів, розташованих у різних містах країни.

## Список військовихвищих навчальних закладівАзербайджану
- Азербайджанське вище військове училище ім. Гейдара Алієва

## Список театральнихвищих навчальних закладівАзербайджану
- Азербайджанський театральний інститут імені М. А. Алієва

## Список медичнихвищих навчальних закладівАзербайджану
- Азербайджанський медичний університет

## Список музичнихвищих навчальних закладівАзербайджану
- Бакинська музична академія

## Список цивільнихвищих навчальних закладівАзербайджану
- Азербайджанська академія праці та соціальних відносин
- Азербайджанська державна академія мистецтв
- Азербайджанська державна морська академія
- Азербайджанська державна нафтова академія
- Азербайджанська національна консерваторія
- Азербайджанський державний аграрний університет
- Азербайджанський державний педагогічний університет
- Азербайджанський державний університет культури і мистецтв
- Азербайджанський державний економічний університет
- Азербайджанський інститут туризму
- Азербайджанський інститут вчителів
- Азербайджанський міжнародний університет
- Азербайджанський громадсько-політичний університет
- Азербайджанський технічний університет
- Азербайджанський технологічний університет (Гянджа)
- Азербайджанський університет архітектури та будівництва
- Азербайджанський університет мов
- Азербайджанський університет кооперації
- Академія державного управління при президенті Азербайджанської Республіки
- Бакинський державний університет
- Бакинський університет для дівчат
- Бакинський слов'янський університет
- Бакинський університет «Азія»
- Бакинський університет «Євразія»
- Бакинський університет бізнесу
- Гянджінськоє державний університет
- Західний університет
- Лянкяранської державний університет
- Мінгечаурськая політехнічний інститут
- Нахічеванський державний університет
- Нахічеванський Інститут Вчителів
- Нахічеванський Приватний Університет
- Національна академія авіації Азербайджану
- Сумгаїтський державний університет
- Університет «Азербайджан»
- Університет «Кавказ»
- Університет «Одлар йурду»
- Університет «Тяфяккюр»
- Університет «Хазар»